# Janet Waldo
Pour les articles homonymes, voir Waldo.
Janet Waldo, est une actrice américaine née le 4 février 1919 à Yakima (Washington) et morte le 12 juin 2016.

## Biographie

### Jeunesse
Janet Marie Waldo est née à Yakima. Sa mère, Jane Althea Blodgett, était une chanteuse formée au Conservatoire de Boston et son père, Benjamin Franklin Waldo était un lointain cousin du poète américain Ralph Waldo Emerson.

Waldo, étudiante en théâtre à l'université de Washington, remporte un prix spécial lors de sa première année. Un ancien élève Bing Crosby, en visite à l'époque, lui remet le prix. Celui-ci l'invite à le suivre en Californie et lui propose de signer pour un test à l'écran pour la comédie The Star Maker. Cette rencontre marqua le début de sa carrière.

### Carrière
Elle obtient de petits rôles dans les films avec Crosby tels que Les bébés turbulents de Wesley Ruggles en 1938 et The Star Maker de Roy Del Ruth, Paris Honeymoon de Frank Tuttle en 1939, If I Had My Way de David Butler et Rhythm on the River de Victor Schertzinger mais c'est à la radio qu'elle connaîtra ses plus grands succès. Elle intervient dans l’émission radiophonique, très populaire aux États-Unis à partir des années 30, Lux Radio Theatre (en), alors produite par Cecil B. DeMille, en collaboration avec Merle Oberon et George Brent.

Toujours à la radio, Waldo interprète une série d'histoire pour adolescent Meet Corliss Archer (en) sur la vie d'une jeune fille, Corliss Archer. Cette série connait un grand succès et sera, par la suite adaptée pour la télévision.

Aux États-Unis, la grande popularité de l'actrice tient au fait qu'elle a prêté sa voix à de nombreux personnages de dessins animés à succès comme Les Fous du volant, Josie et les Pussycats, Sophie la sorcière, Les Pierrafeu, La Famille Addams.

## Filmographie
- 1938 : Coconut Grove : fille
- 1938 : Hunted Men : Bit Part
- 1938 : Les Bébés turbulents (Sing You Sinners) : Bit (non crédité)
- 1938 : The Arkansas Traveler : Townsgirl
- 1938 : Tom Sawyer détective (Tom Sawyer, Detective) de Louis King : Ruth Phelps
- 1939 : Zaza : Simone
- 1939 : Disbarred
- 1939 : Paris Honeymoon : Village Girl
- 1939 : Persons in Hiding : Ruth Waldron
- 1939 : Cafe Society : Girl
- 1939 : I'm from Missouri : Hat Check Girl
- 1939 : Unmarried (en) de Kurt Neumann : Secretary
- 1939 : Undercover Doctor : Bridesmaid
- 1939 : The Gracie Allen Murder Case : Cigarette girl
- 1939 : Grand Jury Secrets : Hat Check Girl
- 1939 : Frou-frou de Broadway (The Star Maker) de Roy Del Ruth : Stella
- 1939 : Lune de miel à Bali (Honeymoon in Bali) : Fortune Girl's Companion
- 1939 : What a Life : Gwen
- 1939 : Our Neighbors - The Carters : Receptionist
- 1939 : Deuxième à gauche (All Women Have Secrets) de Kurt Neumann : Doris
- 1940 : The Farmer's Daughter : Switchboard Operator
- 1940 : La Femme aux brillants (Adventure in Diamonds) : Telephone Operator
- 1940 : Petite et charmante (If I Had My Way) : Miss Courtney
- 1940 : La Valse dans l'ombre (Waterloo Bridge) : Elsa
- 1940 : The Way of All Flesh : Hat Check Girl
- 1940 : One Man's Law de George Sherman : Joyce Logan
- 1940 : Those Were the Days! : Miss Willowboughy
- 1940 : Rhythm on the River : Westlake's Receptionist
- 1941 : So Ends Our Night : Jacqueline
- 1941 : Silver Stallion (en) : Janice Walton
- 1941 : The Bandit Trail : Ellen Grant
- 1942 : Land of the Open Range : Mary Cook
- 1958 : Tot Watchers de William Hanna et Joseph Barbera : Voice
- 1964 : Valentine's Day (série TV) : Libby Freeman
- 1965 : Agent sans secret ("The Secret Squirrel Show") (série TV) : Additional voices
- 1966 : The Man Called Flintstone : Additional voices (voix)
- 1966 : Abbott & Costello (série TV) (voix)
- 1966 : A Laurel and Hardy Cartoon (série TV) : Various Characters
- 1966 : Alice in Wonderland or What's a Nice Kid Like You Doing in a Place Like This? (TV) : Alice
- 1966 : The New Adventures of Superman (série TV) : Lana Lang (voix)
- 1966 : The Space Kidettes (série TV) : Jenny (voix)
- 1967 : Jack and the Beanstalk (TV) : Princess Serena (voix)
- 1967 : Atomas, la fourmi atomique ("The Atom Ant Show") (série TV) : Granny Sweet (voix)
- 1967 : The Superman/Aquaman Hour of Adventure (série TV) : Lana Lang (voix)
- 1967 : Shazzan (série TV) : Nancy (voix)
- 1967 : The Atom Ant/Secret Squirrel Show (série TV) : Granny Sweet / Flora Rugg (1967-1968) (voix)
- 1968 : Les Fous du volant ("Wacky Races") (série TV) : Penelope Pitstop (voix)
- 1969 : Cattanooga Cats (série TV) : Jenny Trent (voix)
- 1969 : Pattaclop Pénélope (The Perils of Penelope Pitstop) (série TV) : Penelope Pitstop (voix)
- 1970 : Josie and the Pussycats (série TV) : Josie McCoy (voix)
- 1971 : Help!... It's the Hair Bear Bunch! (en) (série TV) (voix)
- 1972 : The Amazing Chan and the Chan Clan (série TV) : Various Characters (voix)
- 1972 : Le Tour du monde en 80 jours ("Around the World in 80 Days") (série TV) : Belinda Maze (voix)
- 1972 : Josie and the Pussy Cats in Outer Space (série TV) : Josie McCoy (voix)
- 1972 : Les Grandes Rencontres de Scooby-Doo (The New Scooby-Doo Movies) (série TV)
- 1973 : La Planète sauvage de René Laloux : (English-language version) (voix)
- 1973 : La Famille Addams ("The Addams Family") (série TV) : Morticia Addams / Granny (voix)
- 1974 : Hong Kong Fou Fou ("Hong Kong Phooey") (série TV) (voix)
- 1974 : These Are the Days (série TV) (voix)
- 1975 : The New Tom & Jerry Show (série TV) : Additional Voices (voix)
- 1975 : The Tiny Tree (TV) : Little Girl / Lady Bird (voix)
- 1976 : Clue Club (série TV)
- 1976 : Mantalo ("Jabberjaw") (série TV)
- 1977 : C B Bears (série TV) : Various (voix)
- 1978 : Galactica - Les Cylons attaquent (Mission Galactica: The Cylon Attack) (TV) : Pegasus bridge officer / shuttle pilot (voix)
- 1978 : La Bataille des planètes ("Battle of the Planets") (série TV) : Princess / Susan (voix)
- 1979 : Gulliver's Travels (TV) (voix)
- 1979 : Bunnicula, the Vampire Rabbit
- 1979 : Scooby-Doo et Scrappy-Doo (Scooby-Doo and Scrappy-Doo) (série TV) : Additional Voices (voix)
- 1980 : The Puppy's Amazing Rescue (TV) : Mother (voix)
- 1980 : The Trouble with Miss Switch (TV) : Miss Switch (voix)
- 1980 : Yogi's First Christmas : Cindy Bear / Mrs. Throckmorton (voix)
- 1981 : Unico : West Wind (English version) (voix)
- 1981 : The Puppy Saves the Circus (TV) : Gloria Goodbee (voix)
- 1982 : Miss Switch to the Rescue (TV) : Miss Switch / Guinivere (voix)
- 1982 : The Adventures of the Little Prince (série TV) : Additional Voices (voix)
- 1982 : Heidi's Song : Tinette (voix)
- 1981 : Les Schtroumpfs ("Smurfs") (série TV) : Hogatha (1982-1989) (voix)
- 1983 : Rubik, the Amazing Cube (série TV) : Additional Voices
- 1983 : The Secret World of Og (TV) : Mother / Old Lady (voix)
- 1983 : The Puppy's Further Adventures (série TV) : Mother (voix)
- 1983 : Mister T (série TV) (voix)
- 1985 : The Jetsons Christmas Carol (TV) : Judy Jetson (voix)
- 1986 : Mystérieusement vôtre, signé Scoubidou (The All-New Scooby and Scrappy-Doo Show) (série TV) (voix)
- 1987 : Alice Through the Looking Glass (TV) : Alice / The Red Queen (voix)
- 1987 : The Jetsons Meet the Flintstones (TV) : Judy Jetson / Female Computer (voix)
- 1988 : Rockin with Judy Jetson (TV) : Judy Jetson (voix)
- 1989 : Dink, The Little Dinosaur (série TV) : Female Dinosaur (voix)
- 1990 : Jetsons: The Movie : Additional Voices / Judy Jetson (voix)
- 1993 : Le Voyage d'Edgar dans la forêt magique (Once Upon a Forest) : Edgar's Mother (voix)
- 1993 : I Yabba-Dabba Do! (TV) : Additional Voices (voix)
- 1993 : Hollyrock-a-Bye Baby (TV) (voix)